# Muschelkrebsmilbe
Die Muschelkrebsmilbe (Frontipoda musculus) ist eine Art aus der Überfamilie der Süßwassermilben (Hydrachnellae).
Die Tiere sind dunkelgrün, rot oder braun gefärbt. Der Körper ist stark aufgewölbt sowie seitlich zusammengedrückt. Er erinnert in der Seitenansicht an einen Muschelkrebs daher der deutsche Name. Bei der Betrachtung unter dem Mikroskop fallen die Tiere aus diesem Grunde immer auf die Seite. Die Beine am Stirnende sind entsprechend untereinander angeordnet, das letzte Beinpaar besitzt statt Krallen eine lange Borste (Schwertborste). Die Palpen sind sehr kurz und dünn. Bis auf einen Rückenspalt wird der Körper von verschmolzenen Hüftplatten eingeschlossen.
Die Tiere leben in stehenden Gewässern und sind weit verbreitet, selten aber häufig.